# 地球SOS
『地球SOS』（ちきゅうエスオーエス）は、小松崎茂の絵物語。

## 概要
21世紀初頭を舞台に、地球を侵略せんとするバグア彗星人と地球人の攻防を描くSFで、公式には「超特作科学大冒險繪物語」もしくは「超特作科学冒險」とされている。明々社の漫画雑誌「冒険活劇文庫」 にて1948年10月号から連載が始まり人気を博すも、少年画報社内の事情から1951年10月号に掲載された第38回で打ち切りとなった。その後、続編として読み切り短編『宇宙艦隊』が集英社の漫画雑誌「おもしろブック」1952年新年増刊号に掲載されたが、これも物語は中途で終わっている。
のちに本作を原作としたテレビアニメおよびオンラインゲームが制作された（後述）。

## ストーリー
西暦2000年、人類は原子科学時代をむかえ、世界の都メトロポリタンXを中心として平和と繁栄を謳歌していた。そんな中、原子力旅客機コメット号が太平洋上で原因不明の墜落事故を起こす。コメット号に乗っていたペニーとビリーの二少年は、コメット号を追跡する円盤型の怪ロケットを目撃していた。怪ロケットはメトロポリタンXにも飛来し、少女ロッタを誘拐する。
メトロポリタンXへ帰り着いたペニーとビリーは、ペニーの叔父である天文学者ブレスト博士のもとを訪れる。そこで二人がブレスト博士に見せられたのは、新たに発見された地球へと向かう天体「バグア彗星」だった。地球はバグア彗星から飛来した侵略者「バグア彗星人」の侵略を受けたのだ。
人類の頭脳を結集してバグア彗星人との科学戦に挑む地球科学陣。ペニーとビリーはブレスト博士の息子である戦闘機パイロット、ジェームスらとともに、地球陣の一員として戦いをともにする。戦闘の舞台はメトロポリタンXを中心に、バグア彗星人が出現させた「地図にない島」や、バグア彗星人が地底に根拠地を築いた「青鮫（ブルー・シャーク）島」へと移っていく……。

## 登場人物
ペニー・カーター
主人公の一人。メトロポリタンX生まれの白人少年で、ビリーとは親友。「ピック」というグレイトデンを飼っている。コメット号の遭難に始まり、バグア彗星人による「地図にない島」への誘拐とそこからの脱出、建造中の航空船の防衛、重体となったジェームズを救う原子病特効薬を運ぶためのメトロポリタンX - ニューヨーク間の往還飛行と、その直後のミスター・ミステリーらによる再度の誘拐といった、数多くの冒険をビリーとともに繰り広げた。バグア彗星人によって青鮫島に捕われた際には大山金太郎らと行動を共にし、青鮫島脱出後にはジェームスの指導を受けて次世代の戦闘機パイロットを目指すようになる。
ビリー・キムラ
主人公の一人。日本人の少年で、第3回ではメトロポリタンX出身とされているが、第34回ではシンシナチが故郷となっている。ペニーとは親友。眼鏡をかけて「リー・シャン」という偽名を名乗ったこともある。ミスター・ミステリーらによって誘拐された後、ビリーのみが脱出に成功。その後、青鮫島の戦いの際にクレイトン大尉と行動をともにし、彼らの戦死と死の間際にクレイトン大尉が遺した「あとを頼む」という言葉を受けて、バグア彗星人撃退のための宇宙要塞建造を決意し、一人メトロポリタンXを去る。
ロッタ
メトロポリタンXのお菓子屋の娘。小型ヘルメット・ワームによって「地図にない島」に誘拐されたのち、そこでペニー、ビリーと出会った。再登場した際にはエメリーとともにミスター・ミステリーらに誘拐されたペニーとビリーが外に放った手紙と原子病特効薬を発見し、これを機にジェームズとも知り合う。その後、成り行きから青鮫島へと向かうブラック・スワン号に乗船することになり、青鮫島でペニー、ビリーと再会する。
ブレスト博士
メトロポリタンX郊外に居をかまえる世界的な天文学者で、ペニーの伯父。バグア彗星を初めて発見した人物で、メトロポリタンX警察本部などとも関わりがある。一度バグア彗星人に誘拐されかかったが、ジェームスに救助され事無きを得た。バグア彗星人の侵略が公になった後は、地球科学陣のリーダー的存在として様々な科学兵器を生み出していく。なお、タイトルでもある「地球SOS」は彼の台詞の一部である。
ジェームス・ブレスト
ブレスト博士の息子。優秀な戦闘機パイロットであり、階級は大尉。メトロポリタンX空中警察隊から地球空軍へと所属を移しつつ、バグア彗星人と空中戦を繰り広げる。大型ヘルメット・ワームに単身乗り込み捕獲したことで、地球の「空の英雄」と呼ばれるようになった。その際にバグア彗星人の原子放射線を受け一時は重体となるが、ペニーとビリーらによってニューヨークから運ばれた原子病特効薬によって回復。その後、「ジェームス戦斗機隊」の隊長となり、青鮫島の戦いに挑む。
スチムソン博士
地球科学陣の一員である老科学者。バグア彗星人との戦いに携わることを最後の奉公と考えている。専門分野は航空宇宙工学のようで、航空船やユニバース・ナイトなどを開発した。
ジョンソン
バグア彗星人に魂を奪われ、操られてしまっている少年。体温が通常の人間の半分しかない。建造中の航空船を爆破したあと、飲料水貯水池に毒を入れようとしたところでペニーとビリーに発見され、分子解体によって姿を消す。その後、青鮫島攻略に向かった地球艦隊の敗北が噂されるメトロポリタンXに再び現れ、ロッタとエメリーを追跡した。
モリソン
ジェームスが所属する部隊の戦闘隊長で、技師でもある。航空船を操縦するジェームスを新鋭原子ジェット戦闘機で援護したほか、原子病特効薬を取りにニューヨークへと向かうペニーとビリーにも同行した。
ウイリー博士
地球科学陣の一員である若い科学者で、ブレスト博士の弟子。専門分野は宇宙線で、山間に極秘裏に設置された宇宙線研究所の所長を務めている。バグア彗星人に誘拐されたこともあるが、ジェームスによって救い出された。
エメリー
ロッタの姉で、姉妹仲は良好。基本的にロッタと行動を共にしており、気絶したロッタを助ける場面もある。「DHACUS BLUBAACO」というコンバーチブルを愛車としており、運転の腕はなかなかのもの。
ミスター・ミステリー
バグア彗星人に魂を奪われた地球人の一人。「ミスター・ミステリー」という名は一度しか登場せず、もっぱら「謎の怪人」と呼ばれる。ペニーとビリーを誘拐したバグア彗星人の手先のリーダー格であり、自身は原子病特効薬を持ったロッタとエメリーを追跡した。一度は姿を消すが、その後も世界各地で暗躍している。
大山金太郎
ミッド・ウェイ沖で操業中にバグア彗星人の襲撃を受け、大型ヘルメット・ワームの中に捕らえられていた日本人の漁師。「金ちゃん」とも呼ばれる。青鮫島でペニーと行動をともにした。生まれはハワイだが性格は江戸っ子であり、神田明神のお守りを後生大事に持ち歩いている。
ブラッド少佐
シー・ウルフ艦隊司令艦の艦長。勇猛な潜水艦乗りだが、戦車に乗車することもある。青鮫島に築かれたバグア彗星人の地底根拠地を発見した後、上陸部隊の指揮官として自らマウント・キャットに乗車し先陣を務めたが、彼が指揮する部隊はバグア彗星人の毒ガス攻撃によって壊滅し、彼も戦死した。
クレイトン大尉
青鮫島に上陸した海兵隊員の一人で、ブラッド少佐の部下。ビリーとともにマウント・キャットで地底根拠地に侵入した際に、ブラッド少佐とは別ルートをとったところバグア彗星人が起こした落盤に巻き込まれてしまった。その後、ビリーとともに青鮫島に到着したスーパー・モールに搭乗し、ふたたび地底根拠地へと出撃。根拠地内の大洞窟に達したところで、スーパー・モールからビリーを降ろして単身根拠地最深部に突入し、その命と引き換えに原子ロケット弾の至近攻撃によって地底根拠地を壊滅させた。
ラムズデン・ブレナー
シンシナチ在住の民間航空研究家。ブレスト博士の先輩にあたる。妻とともに暮らす家には、古今東西の航空機のデータや模型が所蔵されている。すでに宇宙要塞の構想を練り上げており、その実現のためにビリーに協力を頼んだ。第二次世界大戦中は太平洋戦線でP-51のパイロットとして活躍しており、その腕は年老いても衰えてはいない。

## 用語

### バグア彗星人
地球侵略をもくろむ宇宙人。単に「バグア人」とも呼ばれる。直立二足歩行の昆虫型ヒューマノイドで、蟻や蜂に似た冷血動物ではあるが、高度な知能を持ち性質は冷酷残虐。脳の重さは地球人の約二倍（2.9キログラム）で、「科学の鬼」と呼ばれるほどの高度な科学力を持ち、天体をロケットにして宇宙を移動する。
各種ヘルメット・ワームや、魂を奪いロボットのようにした人間などを侵略兵器として用いるほか、自然現象を操る方法や、人間の大脳の脳細胞を粉砕し、内部の知識のみを記録する装置などを開発していた。また、すでに地球人の言語を理解しており、自在に喋ることができる。
地球侵略の目的は「地球をバグア彗星に代わる新たなロケットにするため」「地球の科学を取り入れてより優れた第四次元世界を築くため」と語られているが、地球そのものを破壊する「B作戦」も準備していた。地球上ではインド洋の「地図にない島」や、メトロポリタンXにそう遠くない場所に位置する青鮫島などを根拠地としていたほか、月面アペニン山脈にも大要塞を築いていた。

#### バグア彗星人の技術
バグア彗星
バグア彗星人の母星。黄色いガス体に覆われた彗星で、大きさは月と同等。その実体は、彗星自体が巨大なロケットとなったもので、自在に宇宙空間を飛び回ることができる。また、地上には無数の高塔が幾何学的に並ぶ都市が広がっている。
かぶと虫（ヘルメット・ワーム）
バグア彗星人が主力兵器として用いる楕円盤型ロケット。ヘルメット・ワームという名称は第9回からの登場であり、それまでは単に「怪ロケット」と呼ばれていた。機体はアルミニューム以上の軽さとタングステン鋼以上の強度を持つ未知の人工金属で作られており、動力は無限のエネルギーを発する未知の放射性元素を用いた超原子力エンジン。数種類が存在するが、いずれも大気圏内・宇宙空間・海中での行動が可能であり、武装として原子や分子を分解する淡紅色光線を装備している。
小型かぶと虫（ヘルメット・ワーム）
小型航空機ほどの大きさのヘルメット・ワームで、主に編隊で戦闘機のように運用されるほか、単独で誘拐などにも用いられている。乗員は数名だが、1名でも操縦可能。機体前に三つの窓が、上部に円形のハッチがある。スーパー・ヘルメット・ワームが登場してから登場しなくなった。
大型かぶと虫（ヘルメット・ワーム）
艦艇ほどの大きさを持つヘルメット・ワーム。「超大型ヘルメット・ワーム」や「巨大ヘルメット・ワーム」とも呼ばれる。潜水艦のセイルに似た司令塔を持つのが外見上の特徴。航続距離は160万キロメートル。戦闘に直接参加することは少なく、護衛として小型ヘルメット・ワームを伴っていることが多い。また、大型ヘルメット・ワーム自体も小型ヘルメット・ワーム数機を搭載している。
超小型かぶと虫（スーパー・ヘルメット・ワーム）
青鮫島の戦いの後、バグア彗星から新たに増援として送り込まれた新型ヘルメット・ワーム。小型だが形状は大型ヘルメット・ワームに似ており、機動性と速力に優れる。武装として淡紅色光線に加えて、司令塔周囲に原子放射能を用いた白熱怪光線を装備。
怪ロケット
ヘルメット・ワームとは異なる、葉巻型の巨大ロケット。機体からG放電を吸収する光芒を放射しており、腹部から都市などを消滅させる霧状の物質を放出する。「地図にない島」に数機が配備されていたが、大型ヘルメット・ワームが登場してからは登場しなくなった。
大型ヘリコプター
バグア彗星人の手先たちがペニーとビリーの誘拐に使用した複合ヘリコプター。交差反転式ローターと二つの推進式プロペラを有しており、推進式プロペラをスクリューとして用いることによって潜水も可能。
B作戦
月を自律運動体として地球に衝突させる作戦。作中で実行される事はなかった。

### 地球の技術など
舞台設定は21世紀であるが、地球側のメカニックの形状は執筆当時のものに準じている。
メトロポリタンX
世界の都とよばれる大都会で、ペニー、ロッタの故郷。中央部にはセント・エルザ河が流れている。バグア彗星人の侵略に対抗する地球防衛本部や地球科学者合同会議が置かれており、地球防衛の中心となっている。所在は不明。「メトロポリタンX國立病院」が存在しており、独立国である可能性もある。また、市内の看板などには英語が用いられている。
コメット号
B国が運用する最新鋭の原子ロケット小型旅客機。シドニー飛行場からロンドンへ向かう途中、太平洋上で小型ヘルメット・ワームの襲撃を受け遭難するが、乗客乗員はA国の大型客船ウェスト号に救助された。後退翼を持ち、4基の原子ロケットエンジンにより時速500マイル（805km/h）の快速を発揮する。乗客定員は80名。また、緊急時の着水装置として胴体と両翼にフロートを格納している。
実在する旅客機DH.106 コメットとは別物で、形状はむしろB-47に近い。
G放電装置
ブレスト博士が開発した光線兵器。「G放電管」とも呼ばれる。ヘルメット・ワームに対しては有効だったが、怪ロケットには効かなかった。空間にある全ての粒子を圧縮する赤色光線で、その物凄い圧力によって相手を破壊する。ジェームス機を初めとする直線翼の新鋭機や航空船に搭載された。なお、この新鋭機はG放電装置のほかに原子爆雷を装備している。
A号緊急指令
地球科学者合同会議が発する指令で、強力な電波を用いて発生させた人工雷雲で全地球を包みこみ、敵の宇宙からの侵入を防ぐもの。大型ヘルメット・ワーム迎撃のために発令され大型ヘルメット・ワーム1隻を撃墜したが、残りのヘルメット・ワームが同種の電波を発して落雷を周囲の空間に向けたため、ヘルメット・ワーム群の迎撃はならなかった。
M・B7号
国際海上警察隊の海上海中警備船。バグア彗星人に撃沈された大型客船R・L号の捜査に向かい、海中に潜む大型ヘルメット・ワーム群を発見した。原子魚雷と海中レーダーを装備している。
航空船
スチムソン博士とブレスト博士が開発した巨大なロケット機。メトロポリタンX郊外の科学研究所で2隻が建造中に、ジョンソンが仕掛けたダイナマイトによって破壊されるが、その後再建なった1隻が、ペニーとビリーの操縦により未完成の状態でバグア彗星人の攻撃を脱した後、O地点で地球科学陣と合流し、ジェームスをパイロットとしてバグア彗星人に対する戦闘に投入された。
船体はヘルメット・ワームの淡紅色光線に耐える軽金属の特殊合金からなり、動力は12基の原子（アトム）ジェット。乗員は13名。武装としてG放電装置のほかに、G放電の数千倍の威力を持つ原子「U・K（ウラン・カートリット）」を用いた巨大な火球を発射することができる。また、腹部に小型機を搭載している。
無線操縦偵察ロケット機
O地点の地下秘密工場で製造されていた一種の宇宙探査機。月の裏側に位置するバグア彗星の偵察に用いられた。双胴の航空機然とした形状を持ち、無線送信電子撮影機を装備している。地球に帰還するのはフィルムの入った小型爆弾ほどの大きさのカプセルのみ。
新鋭ロケット機
原子病特効薬を受け取りにニューヨークへと赴く際に、ペニーとビリーがモリソンとともに搭乗した原子動力のロケット機。時速数千キロで成層圏を飛行する。
新鋭旅客船
双胴の大型汽船。後部甲板は短時間で飛行甲板として使用可能にすることができ、エンジン故障を起こした新鋭ロケット機が緊急着船した。このほかに起重機や小型水上機とカタパルトを有している。
海の狼（シー・ウルフ）
メトロポリタンX警察本部の海上駆逐艇隊に所属する特殊潜水艦。複数隻が海中艦隊「海の狼（シー・ウルフ）艦隊」を編成しており、司令艦の艦長はブラッド少佐が務める。ペニーらを捕らえた大型ヘルメット・ワームを追撃し、青鮫島のバグア根拠地を発見した。船体は特殊合金製で動力は原子力。水中での索敵には海中レーダーとテレビジョン式潜望鏡を用いる。武装として15センチロケット砲などを有するほか、マウント・キャットを1台艦載している。
実在する原子力潜水艦シーウルフおよびシーウルフ級原子力潜水艦とは別物。
メトロポリタン
海上駆逐艇隊の旗艦である戦艦。青鮫島に上陸する海兵隊の支援砲撃を行った。その後、青鮫島攻略に赴いた世界連合艦隊の旗艦となりバグア彗星人と交戦したが、その模様は間接的にしか描かれていない。艦容はアイオワ級戦艦に類似している。
山猫（マウント・キャット）
青鮫島攻略に数百台が投入された高性能小型戦車。地球陣の海兵隊が運用するほか、シー・ウルフにも艦載されている。乗員は3名で、ブラッド少佐やクレイトン大尉が搭乗した。車体は特殊合金製で、15センチロケット砲や火焔放射器、強力毒ガス「ネオ・ウラッド」の噴射装置などを装備している。また、砲塔を撤去した兵員輸送車型も登場している。
挿絵での形状は統一されておらず、四種類の形状が存在する。
地底戦車（ドリル・カッター）
青鮫島攻略に投入された地底戦車。地底に機甲部隊が通る突撃路を掘るための車両のため武装は持たないが、車体前部にドリルを有し、車内に岩盤破壊用の高性能爆薬「黄色B号爆薬」を搭載している。
ブラック・スワン号
スーパー・モールをメトロポリタンXから青鮫島へと運んだ快速輸送船。出航時にバグア彗星人が発生させた津波に巻き込まれそうになり、その際に港にいたロッタとエメリーを乗船させた。その後、スーパー・モールの輸送には成功したが、青鮫島に捕らえられていた地球人捕虜を乗せて帰路についたところで、大型ヘルメット・ワームの襲撃を受けて撃沈された。
超もぐら戦車（スーパー・モール）
ドリル・カッターに代わって青鮫島攻略に参加した新鋭地底戦車。乗員は2名で、登場したうち1台にはクレイトン大尉とビリーが搭乗した。車体とその両脇に計3基の錐もみ推進器（ドリル）を装備し、地中の障害物は地中聴音器で探知する。また、ドリル・カッターとは異なり、原子ロケット弾で武装している。車体の強度もかなりのもので、数十メートル落下しても機能に支障はない。
H・Y光線
ウイリー博士が開発した赤色・雷光状の放射線。大型ヘルメット・ワームを一撃で撃墜する威力を持つ。後退翼を持つ新鋭戦闘機に搭載され、ジェームスらがパイロットとなって青鮫島の戦いに投入された。この新鋭戦闘機はH・Y光線のほかに、機関砲とロケット弾で武装している。
宇宙の騎士（ユニバース・ナイト）
スチムソン博士がブレスト博士、ウイリー博士らとともに開発した新鋭機。本編に実機が登場することはなく、『宇宙艦隊』ではじめて登場する。当初は10機ほどが量産される予定だったが、アペニン山脈に築かれたバグア彗星人の大要塞攻撃には3機のみが参加した。一番機の司令官はベルグソン大佐で、ジェームスがパイロットを務めている。
三つの胴体を持つ大型のロケット機で、宇宙空間でも戦闘が可能な宇宙戦艦。乗員は22名で、無重力空間ではマグネット靴を着用。左右の胴体は子機「ベビーナイト」となっており、状況に応じて分離合体する。動力源は原子力と、さらに強力なブレスト博士が発明した宇宙線であり、航続力は無限。大気圏離脱の際には、より大型の全翼型原子飛行機に背負われた状態でカタパルトから打ち上げられ、高高度まで上昇した後に発進する。武装としてウイリー博士が改良したG光線と、複数の原子ロケット砲を装備。また、ベビーナイトとは別に、機内に偵察機を搭載している。
ゴールデン・スター号
ユニオン・パシフィック鉄道がワシントン - セントルイス間で運行する特急列車。原子エンジン搭載の原子力機関車に牽引されている。メトロポリタンXを離れてシンシナチへ向かうビリーが乗車し、車内でブレナーと出会った。
宇宙要塞
一種の宇宙ステーション。作中には飛行可能な模型のみが登場する。ビリーがバグア彗星人撃退のために考案したもので、すでにブレナーが構想を完成させていた。形状は円盤型で、光線を武器とする。
CF-100 カナック
実在する戦闘機。地球空軍ベルギー基地所属機（現実でもベルギー空軍に配備されていた）で、作中ではすでに旧式化している。コンゴー地方のヌヤッサ草原にヘルメット・ワーム出現との報を受け先発隊として出撃したが、スーパー・ヘルメット・ワームにはかなわず全機撃墜された。実機とはエンジン部などの形状が多少異なり、ロケット高性能爆弾を装備している。
シューティングスター
メトロポリタンX科学研究所でウィリアム博士らが開発した、地球空軍の新鋭戦闘機。ジェームス戦斗機隊に配備され、コンゴー地方に出現したスーパー・ヘルメット・ワーム迎撃のためにカナックに続いて出動した。デルタ翼と原子エンジン1基を有し、その性能はスーパー・ヘルメット・ワームを上回る。武装はヘルメット・ワームの淡紅色光線よりも長射程な原子空中魚雷。
挿絵に描かれたマーキングを除いて、作中では名称は登場しない。また、実在する戦闘機F-80 シューティングスターとは別物である。

## 単行本
- 『地球SOS』（1975年、桃源社 全国書誌番号:75073682）※収録されているのは第35回まで。
- 『地球SOS 超特作科学冒険物語』（2002年、双葉社 ISBN 4575294845）

## 派生作品
『Project BLUE 地球SOS』
2006年に放送されたテレビアニメ。基本的な舞台設定は原作に準じているが、ロッタがブレスト博士の娘となっている事や、ジェームスとクレイトン大尉の関係などが原作から改変されている。特にスチムソン博士とバグア彗星人がらみの改変が大きく、バグア彗星人の名前が「バグア遊星人」に変更されているほか、その出自も大きく変えられている。
『CATCH THE SKY 〜地球SOS〜』
2007年から2013年にかけてクラウドゲートが展開したウェブトークRPG。登場人物や敵、一部の兵器の名称などは共通しているが、対バグア用の主力兵器が変形機能を持つロボット兵器「KV（ナイトフォーゲル）」となっている点や、特殊金属「エミタ」とその力を用いる「能力者」の存在など、設定は大きく異なる。